# Вивьен де Шатобрен, Жан Батист
Жан-Батист Вивьен де Шатобрен (фр. Jean-Baptiste Vivien de Châteaubrun; 1686—1775) — французский драматург, член Французской академии.
Его первый опыт, трагедия «Mahomet II» (1714), не имел успеха; лишь много позже, шестидесяти восьми лет от роду, он выступил с трагедией «Les Troyennes» (1754), которую ожидал большой успех на сцене Théâtre Français. В «Oeuvres choisies» (1814) Шатобрена входят ещё трагедии «Philoctète» (1755) и «Astyanax» (1756).